# (22408) 1995 SC3
1995 أس سي 3 (ويعرف أيضًا باسم (22408) 1995 أس سي 3 وفق تسمية الكوكب الصغير) (بالإنجليزية: 1995 SC3)‏ هو كويكب ضمن حزام الكويكبات؛ وترتيبه 22408 من حيث الاكتشاف.
اكتُشف هذا الجُرم الفلكي بواسطة هيروشي كانيدا في 20 سبتمبر 1995.

## وصلات خارجية
- (22408) 1995 SC3 في قاعدة بيانات مختبر الدفع النفاث لأجرام النظام الشمسي الصغيرة

- الاكتشاف · مخطط المدار ·  العناصر المدارية · المعلمات المادية

- (22408) 1995 SC3 على موقع ويكي سكاي: DSS2, SDSS, GALEX, IRAS, Hydrogen α, X-Ray, Astrophoto, Sky Map, Articles and images